# Danuta Szaflarska
Danuta Szaflarska (Kosarzyska, Piwniczna, 1915. február 6. – Varsó, 2017. február 19.) lengyel színházi és filmszínésznő.

## Filmjei
- Dwie godziny (1946)
- Zakazane piosenki (1946)
- Skarb (1948)
- Warszawska premiera (1951)
- Domek z kart (1953)
- Zemsta (1956)
- Dziś w nocy umrze miasto (1961)
- Ludzie z pociągu (1961)
- Dom bez okien (1962)
- Głos z tamtego świata (1962)
- To jest twój nowy syn (1967)
- Pan Samochodzik i templariusze (1971, tv-sorozat)
- Lalka (1977, tv-sorozat)
- Umarli rzucają cień (1978)
- Wsteczny bieg (1978)
- Zöld madár (1980, tv-film)
- Valley of the Issa (1982)
- 5 dni z życia emeryta (1984)
- Pokój dziecinny (1986)
- Babisia (1989)
- Korczak (1990)
- Diabły, diabły (1991)
- Skarga (1991)
- Pajęczarki (1993)
- Pożegnanie z Marią (1993)
- Faustyna (1994)
- Świt na opak (1995)
- Spóźniona podróż (1996)
- Księga wielkich życzeń (1997)
- Nic (1998)
- Siedlisko (1998, tv-sorozat)
- Alchemik i dziewica (1999)
- Egzekutor (1999)
- Palce lizać (1999, tv-sorozat)
- Torowisko (1999)
- Az alkimista és a szűz (1999)
- Tydzień z życia mężczyzny (1999)
- Nieznana opowieść wigilijna (2000)
- Żółty szalik (2000)
- Listy miłosne (2001)
- Przedwiosnie (2001)
- Przedwiosnie (2001, tv-sorozat)
- Królowa chmur (2003)
- Czwarta władza (2004)
- Ranczo Wilkowyje (2007)
- Pora umierać (2007)
- Ile wazy kon trojanski? (2008)
- Jeszcze nie wieczór (2008)
- Ostatnia akcja (2009)
- Janosik. Prawdziwa historia (2009)
- Mała matura 1947 (2010)
- Pokłosie (2012)
- Inny świat (2012)
- Między nami dobrze jest (2014)
- Anyám és más futóbolondok a családból (2015)